# Hans Plettner
Hans Plettner (* 9. Dezember 1887 in Berlin; † 5. November 1961 in West-Berlin) war ein deutscher Politiker (SPD, USPD, KPD).

## Leben und Wirken
Nach dem Besuch der Volksschule erlernte Plettner das Modelltischlerhandwerk. Um 1905 trat er in die Sozialdemokratische Partei Deutschlands (SPD) ein. Während seiner Wanderjahre bereiste Plettner Süd- und Mitteldeutschland, die Schweiz, Spanien und Italien. Von 1909 bis 1912 lebte er in Frankreich, wo er Volksvorlesungen an der Sorbonne besuchte. Weitere Fortbildung erfuhr er an der Humboldtakademie und an der Arbeiterbildungsschule in Berlin.
Von 1915 bis 1918 nahm Plettner am Ersten Weltkrieg teil. Um 1917 verließ Plettner die SPD, da diese die Bewilligung der Kriegskredite unterstützte, durch die der Krieg finanziert wurde, und schloss sich der weiter links stehenden Unabhängigen Sozialdemokratischen Partei Deutschlands (USPD) an.
Bei der Reichstagswahl 1920 (Juni 1920) zog er für die USPD in den ersten Reichstag der Weimarer Republik ein. Während seiner Zeit im Parlament, dem er bis zum Mai 1924 angehörte, wechselte Plettner erst von der USPD zur Kommunistischen Partei Deutschlands (KPD), dann zurück zur USPD und schließlich zurück zu seiner ursprünglichen Partei, der SPD.
Außerhalb des Parlamentes arbeitete Plettner an der Zeitung Volksrecht mit. Außerdem nahm er seit Mai 1919 die Aufgaben eines Parteisekretärs für die USPD in Hannover wahr.